# Михайло Бояджиев
Михайло Бояджиев е югославски партизанин и деец на комунистическата съпротива във Вардарска Македония в годините на Втората световна война.

## Биография
Роден е на 6 март 1913 година в окупирания от гръцки части по време на Балканската война южномакедонски град Лерин. По-късно живее в Битоля и завършва местната гимназия. По-късно записва Висшата железничарска школа в Белград като извънреден студент. Започва работа в Сомбор, където остава до окупацията на Югославия. Включва се в комунистическата съпротива през 1944 година. Става командир на Девета македонска ударна бригада. Убит е на 4 септември 1944 година в село Стърмашево в престрелка с български части.